# AWT

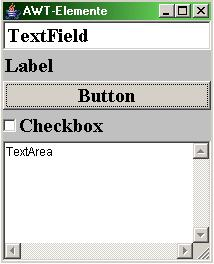
AWT範例之視窗應用

抽象視窗工具組（英語：Abstract Window Toolkit，簡稱：AWT）是Java的平台獨立的視窗系統， 圖形和使用者介面器件工具包。AWT是Java基礎類（JFC）的一部分，為Java程序提供圖形使用者介面（GUI）的標準API。

## 特性
Java釋出的时候，AWT作为Java最弱的组件受到不小的批评。最根本的缺点是AWT在原生的用户界面之上仅提供了一个非常薄的抽象层。例如，生成一个AWT的复选框会导致AWT直接调用下层原生例程来生成一个复选框。不幸的是，一个Windows平台上的复选框同MacOS平台或者各种UNIX风格平台上的复选框并不是那么相同。
这种糟糕的设计选择使得那些拥护Java“一次编写，到处运行（write once, run everywhere）”信条的程序员们过得并不舒畅，因为AWT并不能保证他们的应用在各种平台上表现得有多相似。一个AWT应用可能在Windows上表现很好可是到了Macintosh上几乎不能使用，或者正好相反。在90年代，程序员中流传着一个笑话：Java的真正信条是“一次编写，到处测试（write once, test everywhere）”。导致这种糟糕局面的一个可能原因据说是AWT从概念产生到完成实现只用了一个月。
在第二版的Java开发包中，AWT的器件很大程度上被Swing工具包替代。Swing通过自己绘制器件而避免了AWT的种种弊端：Swing调用本地图形子系统中的底层例程，而不是依赖操作系统的高层用户界面模块。